# 許銀川
許 銀川（きょ ぎんせん、シュウ・インチュアン、许银川、1975年8月 - ）は、中華人民共和国のシャンチーのプレイヤーである。広東省恵来県出身。
2008年1月現在のレーティングで最上位に位置している。特級大師。

## 略歴
3歳のときにシャンチーを習い始める。1988年に広東省中国将棋隊に入り、同年に全国ジュニア選手権のタイトルを取る。1993年には中国全国個人選手権のタイトルを取る。18歳での獲得は、胡栄華に次ぐ若さである。

## 主な戦績
- 中国全国個人選手権優勝 6回 (1993, 1996, 1998, 2001, 2006, 2009)
- アジア選手権個人優勝 2回 (1995, 2013)
- 世界選手権個人優勝 3回 (1999, 2003, 2007)
- 第1回ワールドマインドスポーツゲームズ男子個人 優勝